# Фройденталь, Ганс
Ганс (Ханс) Фройденталь  — математик, член Нидерландской королевской АН, профессор Утрехтского университета.
Известен работами по топологии, группам Ли, анализу, геометрии, математической логике, философии и истории наук (в том числе книги «Линкос: проект языка для общения с инопланетными цивилизациями»), а также как популяризатор науки и организатор ряда международных симпозиумов.

## Биография
Родился в 1905 году в Германии.
Математическое образование получил в Берлинском университете, где проучился с 1923 по 1930 год.
Докторскую диссертацию защитил в 1930 году под руководством Хайнца Хопфа.
До 1946 года преподавал в Амстердамском университете, а в 1946 году занял пост профессора по кафедре чистой и прикладной математики Утрехтского университета.

## Признание
- Член Королевской Нидерландской академии.
- Иностранный член Королевской Фламандской академии.
- Почётный доктор Берлинского университета.[источник не указан 4170 дней]